# Dominik Michon-Dagenais
 (août 2013).
Si vous disposez d'ouvrages ou d'articles de référence ou si vous connaissez des sites web de qualité traitant du thème abordé ici, merci de compléter l'article en donnant les références utiles à sa vérifiabilité et en les liant à la section « Notes et références ».
Dominik Dagenais, né le 28 juillet 1995 à Montréal) est un acteur canadien. 
Il est connu pour son rôle de Félix-André Jacob dans le téléroman québécois 30 vies, écrit et produit par Fabienne Larouche. Il est aussi connu pour avoir été porte-parole de l’École de Musique du Collège Regina Assumpta de 2009 à 2012.

## Biographie
Fils du réalisateur Martin Michon et de l'éducatrice spécialisée, Nathalie Dagenais, c'est à l'âge de neuf mois qu'il commence sa carrière télévisuelle dans l'émission jeunesse Bouledogue Bazar diffusée sur les ondes de la Société Radio-Canada.
C'est lorsqu'il accepte un contrat offert par le Groupe Cossette Communication afin de publiciser le produit Motrin que sa carrière est catapultée. Il enchaîne ensuite les contrats sur la scène cinématographie et télévisuelle québécoise. En 2002, les productions Max Films lui offre un rôle sur le projet La Grande Séduction.
C'est sur le tapis rouge de La Grande Séduction que le réalisateur Réjean Bourque le repère et lui offre le rôle du jeune Pierre Lavoie dans le télé-roman Providence gagnant de six Prix Gémeaux produit par Sphère Média Plus, diffusé sur les ondes de la Société Radio-Canada de 2005 à 2011.
Après avoir remarqué sa prestation dans le télé-roman Providence, les producteurs de Sphère Média Plus lui offre d'incarner le jeune Martin Brodeur dans le télé-roman Les Hauts et les Bas de Sophie Paquin. Malgré sa courte apparition dans la série, le rôle dramatique qu'il interprète est un point tournant dans sa carrière ; le début de son adolescence.
En 2007, bien qu'il se retire du milieu artistique pour des raisons de santé, il continue à faire ses apparitions en tant que guest star sur Providence. C'est ensuite au tour des productions Max-Films de faire leurs grands retours dans sa vie professionnelle en lui offrant une apparition dans le film Borderline.
En 2011, le télé-roman Providence touche à sa fin et Dominik Michon-Daguenais doit rattraper son absence sur la scène artistique québécoise. À la fin 2012, il accepte le court-métrage FreeRide qui est le début de sa carrière anglophone, le film étant écrit dans les deux langues. Quelques mois plus tard, MADD Canada le choisit pour interpréter un des rôles principaux dans le cadre de leur campagne de sensibilisation 2013-2014, Impact, tournée à Toronto et présentée à travers le Canada.
C'est quelques jours avant son anniversaire de 18 ans que les productions Aetios, Fabienne Larouche, ainsi que Lucie Robitaille, directrice de casting montréalaise renommée, lui offrent le rôle de Félix-André Jacob, 15 ans, dans le télé-roman à succès 30 vies. Il y apparait comme guest star aux côtés de Mariloup Wolfe, Benoît McGinnis ainsi que certains autres jeunes acteurs reconnus dans le milieu artistique québécois tel William Monette et Jean-Luc Terriault.

## Filmographie

### Cinéma
- 2002 : La Grande Séduction : Germain Lesage
- 2005 : La Coupure : Arthur
- 2007 : Borderline : Roger
- 2012 : FreeRide : Pete
- 2012 : MADD Canada's Impact : Pierre

### Séries télévisées
- 1996-2001 : Bouledogue Bazar : Jules
- 2002 : KM/H : fils de Jean-Louis
- 2003 : Une grenade avec ça? : Dany Pitre
- 2004-2011 : Providence : Pierre Lavoie
- 2007 : Les Hauts et les Bas de Sophie Paquin : Martin Brodeur
- 2013 : 30 vies : Félix-André Jacob
- 2014 : Les Berges (série web) : Antoine
- 2019 : District 31 : Nicolas Sabourin
- 2022 : Alertes (série télévisée) : Jacob Beaulieu